# Material Jetting

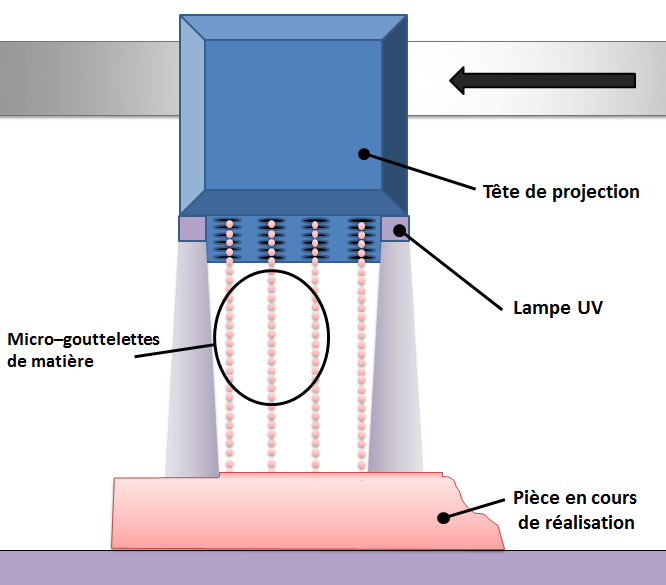
Schema di funzionamento della tecnologia Material Jetting

La tecnologia Material Jetting (a getto di materiale) è una tecnologia di Stampa 3D che, a partire da un file digitale, permette di creare oggetti gettando il materiale strato su strato tramite una testa a getto d’inchiostro. Con questa tecnologia è possibile stampare diversi materiali (anche nella stessa parte), come resine fotosensibili (simili a quelle impiegati in apparati a Stereolitografia), cera, o metalli. Con la tecnologia Material Jetting è possibile ottenere parti con un'ottima resa estetica e con la possibilità di stampare parti full color e trasparenti.
È una delle tecnologie riconosciute dalla normativa ASTM e ISO: ISO / ASTM52900 - 15.

## Funzionamento
La tecnologia Material Jetting parte da un file cad (in formato: .stl, o preferibilmente in formato .obj, .vrml o .3MF, con possibilità di esportare textures superficiali) che, tramite un apposito software di slicing, viene “affettato” in sezioni che vengono inviate alla macchina di stampa 3D, che sfruttando una testa a getto d’inchiostro, rilascia selettivamente il materiale sotto forma di minuscole gocce su una piattaforma di stampa. Il materiale, pre riscaldato a 30-60 °C per permettere una corretta espulsione dalla cartuccia di stampa, viene fatto solidificare tramite l’applicazione di energia, solitamente sotto forma di Raggi UV o sotto forma di calore. Alla fine dello strato la piattaforma si abbassa di una distanza pari allo spessore di uno strato, che ne definisce la risoluzione lungo l’asse Z (solitamente 16-32 µm).
Questa tecnologia richiede l’utilizzo di supporti, quindi le parti sono normalmente supportate da un materiale solubile che viene depositato contemporaneamente al materiale di cui è composta la parte. Dopo la stampa è necessario rimuovere i supporti, costituiti da materiale solubile, immergendo la parte in acqua o altri solventi. In alcuni casi è necessario proteggere le parti stampate con una vernice trasparente anti UV.

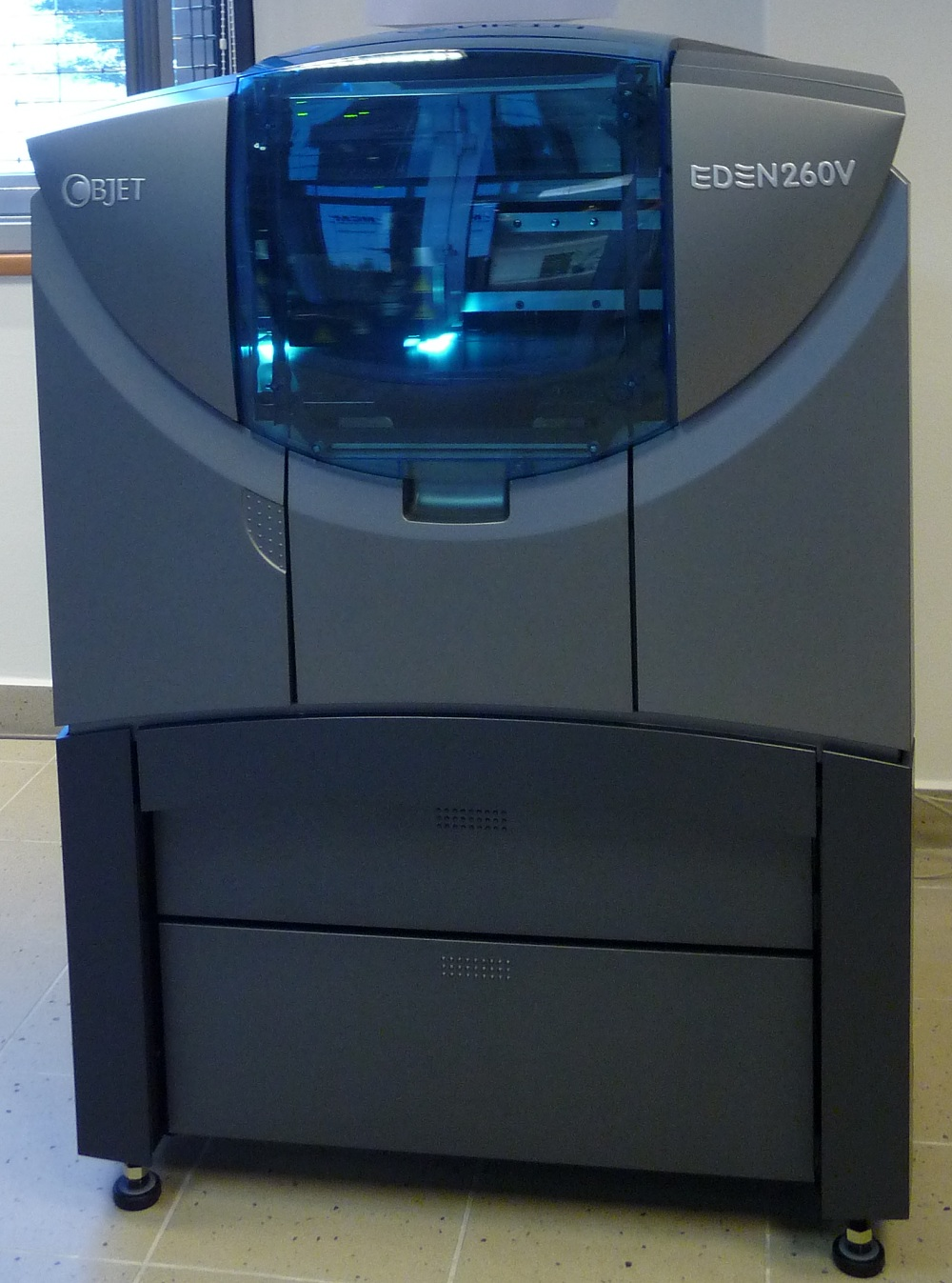
Una Stampante 3D Objet Eden 260V

## Storia
La tecnologia material jetting è stata creata e brevettata dalla società israeliana Objet Ltd (poi diventata parte di Stratasys nel 2012) con il nome di PolyJet. Nel 1996 3D Systems lancia la tecnologia MJM (Multi Jet Modeling) poi diventata MJP (Multi Jet Printing) che sfrutta una tecnologia simile. Mimaki, azienda Giapponese nel mercato della stampa digitale per mezzo di resine UV, ha applicato la tecnologia al settore 3D FULL COLOR. La tecnologia DOD (Drop On Demand) sviluppata dall'azienda Tedesca Aceo permette di stampare silicone.

## Material jetting a Metallo
La tecnologia NPJ (Nano Particle Jetting) brevettata dall’azienda Israeliana XJet, permette di stampare un liquido contenente nanoparticelle metalliche che vengono stampate su un piano di stampa. Grazie all’alta temperatura del volume di stampa, il liquido che lega le particelle evapora, in modo da ottenere parti costituite solo dal materiale in sospensione. La tecnologia può essere utilizzata anche per stampare materiali ceramici.

## Applicazioni

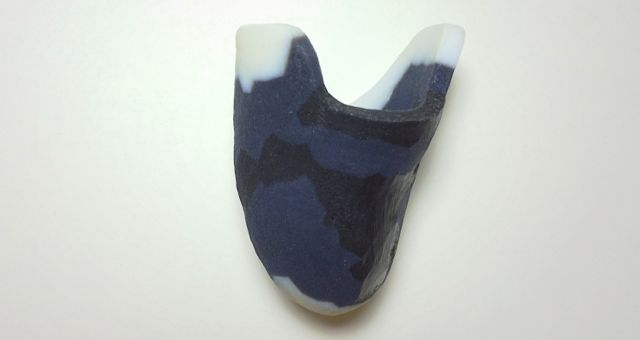
Una protesi multicolore stampata in 3D con tecnologia Material Jetting

La principale applicazione è la prototipazione rapida, in particolare, grazie alla possibilità di stampare materiali con textures si presta molto bene alla prototipazione estetica, con l'obiettivo di produrre fedelmente la parte finale.
Stampi per gioielleria tramite la tecnologia cera persa.
Occhiali
L'azienda israeliana Nano Dimension, con la stampante dragonfly è la prima azienda a sfruttare la tecnologia material jetting di schede elettroniche.

## Aziende
3D Systems
Stratasys
Mimaki
Aceo
Xjet